# Lijst van voetbalinterlands Kazachstan - Libië
Deze lijst van voetbalinterlands is een overzicht van alle officiële voetbalwedstrijden tussen de nationale teams van Kazachstan en Libië. De landen speelden tot op heden een keer tegen elkaar: een vriendschappelijke wedstrijd, gespeeld op 3 juli 1992 in Pyongyang (Noord-Korea).

## Wedstrijden
| № | Plaats    | Datum       | Competitie        | Wedstrijd          | Uitslag |
| - | --------- | ----------- | ----------------- | ------------------ | ------- |
| 1 | Pyongyang | 3 juli 1992 | Vriendschappelijk | Kazachstan – Libië | 1 – 0   |

## Samenvatting
| Competitie        | Totaal gespeeld | Winst Kazachstan | Gelijk | Winst Libië | Doelsaldo Kazachstan – Libië |
| ----------------- | --------------- | ---------------- | ------ | ----------- | ---------------------------- |
| Vriendschappelijk | 1               | 1                | 0      | 0           | 1 − 0                        |
| Totaal            | 1               | 1                | 0      | 0           | 1 − 0                        |

## Details

### Eerste ontmoeting
| Libië | 0 – 1 | Kazachstan             |
|       | goals | 78' Bahtiyar Bayseitov |

KFF · A-internationals · Bondscoaches · Statistieken · Kazachs vrouwenelftal · Olympisch elftal · Kazachstan U21 · Kazachstan U20 · Kazachstan U19 · Kazachstan U18 · Kazachstan U17
1992 – 1999 · 2000 – 2009 · 2010 – 2019 · 2020 – 2029
1992 · 1993 · 1994 · 1995 · 1996 · 1997 · 1998 · 1999 · 2000 · 2001 · 2002 · 2003 · 2004 · 2005 · 2006 · 2007 · 2008 · 2009 · 2010 · 2011 · 2012 · 2013 · 2014 · 2015 · 2016 · 2017 · 2018 · 2019 · 2020 · 2021 · 2022 · 2023 ·
2024 · 2025
Albanië ·
Andorra ·
Armenië ·
Azerbeidzjan ·
Bahrein ·
België ·
Bosnië en Herzegovina ·
Bulgarije ·
Burkina Faso ·
China ·
Curaçao ·
Cyprus ·
Denemarken ·
Duitsland ·
Engeland ·
Estland ·
Faeröer ·
Finland ·
Frankrijk ·
Georgië ·
Griekenland ·
Hongarije · 
Ierland ·
IJsland ·
Irak ·
Iran ·
Japan ·
Jordanië ·
Kirgizië ·
Koeweit ·
Kroatië ·
Laos ·
Letland ·
Libanon ·
Libië ·
Liechtenstein ·
Litouwen ·
Litouwen ·
Luxemburg ·
Malta ·
Moldavië ·
Montenegro ·
Nederland ·
Nepal ·
Noord-Ierland ·
Noord-Korea ·
Noord-Macedonië ·
Noorwegen ·
Oekraïne ·
Oezbekistan ·
Oman ·
Oostenrijk ·
Pakistan ·
Palestina ·
Polen ·
Portugal ·
Qatar ·
Roemenië ·  
Rusland ·
San Marino ·
Saoedi-Arabië ·
Schotland ·
Servië ·
Singapore ·
Slovenië ·
Slowakije ·
Syrië ·
Tadzjikistan ·
Thailand ·
Tsjechië ·
Turkmenistan ·
Turkije ·
Verenigde Arabische Emiraten ·
Vietnam ·
Wales ·
Wit-Rusland ·
Zuid-Korea ·
Zweden
LFF · A-internationals · Bondscoaches · Libisch vrouwenelftal · Olympisch elftal
1960 – 1969 · 
1970 – 1979 · 
1980 – 1989 · 
1990 – 1999 · 
2000 – 2009 · 
2010 – 2019 ·
2020 − 2029
1964 · 
1965 · 
1966 · 
1967 · 
1968 · 
1969 · 
1970 · 
1971 · 
1972 · 
1973 · 
1974 · 
1975 · 
1976 · 
1977 · 
1978 · 
1979 · 
1980 · 
1981 · 
1982 · 
1983 · 
1984 · 
1985 · 
1986 · 
1987 · 
1988 · 
1989 · 
1990 · 
1991 · 
1992 · 
1993 · 
1994 · 
1995 · 
1996 · 
1997 · 
1998 · 
1999 · 
2000 · 
2001 · 
2002 · 
2003 · 
2004 · 
2005 · 
2006 · 
2007 · 
2008 · 
2009 · 
2010 · 
2011 · 
2012 · 
2013 ·
2014 ·
2015 ·
2016 ·
2017 ·
2018 ·
2019 ·
2020 ·
2021 ·
2022 ·
2023
Algerije ·
Angola ·
Argentinië ·
Bahrein ·
Benin ·
Botswana ·
Burkina Faso ·
Canada ·
Centraal-Afrikaanse Republiek ·
Comoren ·
Congo-Brazzaville ·
Congo-Kinshasa ·
Egypte ·
Equatoriaal-Guinea ·
Ethiopië ·
Gabon ·
Gambia ·
Ghana ·
Griekenland ·
Guinee ·
Indonesië ·
Irak ·
Iran ·
Ivoorkust ·
Jemen ·
Jordanië ·
Kaapverdië ·
Kameroen ·
Kazachstan ·
Kenia ·
Koeweit ·
Lesotho ·
Libanon ·
Liberia ·
Malawi ·
Maleisië ·
Mali ·
Malta ·
Marokko ·
Mauritanië ·
Mauritius ·
Mozambique ·
Myanmar ·
Namibië ·
Niger ·
Nigeria ·
Oeganda ·
Oekraïne ·
Oman ·
Palestina ·
Polen ·
Qatar ·
Rwanda ·
Sao Tomé en Principe ·
Saoedi-Arabië ·
Senegal ·
Seychellen ·
Soedan ·
Swaziland ·
Syrië ·
Tanzania ·
Thailand ·
Togo ·
Tsjaad ·
Tunesië ·
Turkije ·
Uruguay ·
Verenigde Arabische Emiraten ·
Wit-Rusland ·
Zambia ·
Zimbabwe ·
Zuid-Afrika ·
Zuid-Korea